# Hans Alfredson
Hans Folke Alfredson (* 28. Juni 1931 in Malmö; † 10. September 2017 in Stockholm) war ein schwedischer Komiker, Regisseur, Schriftsteller und Schauspieler.

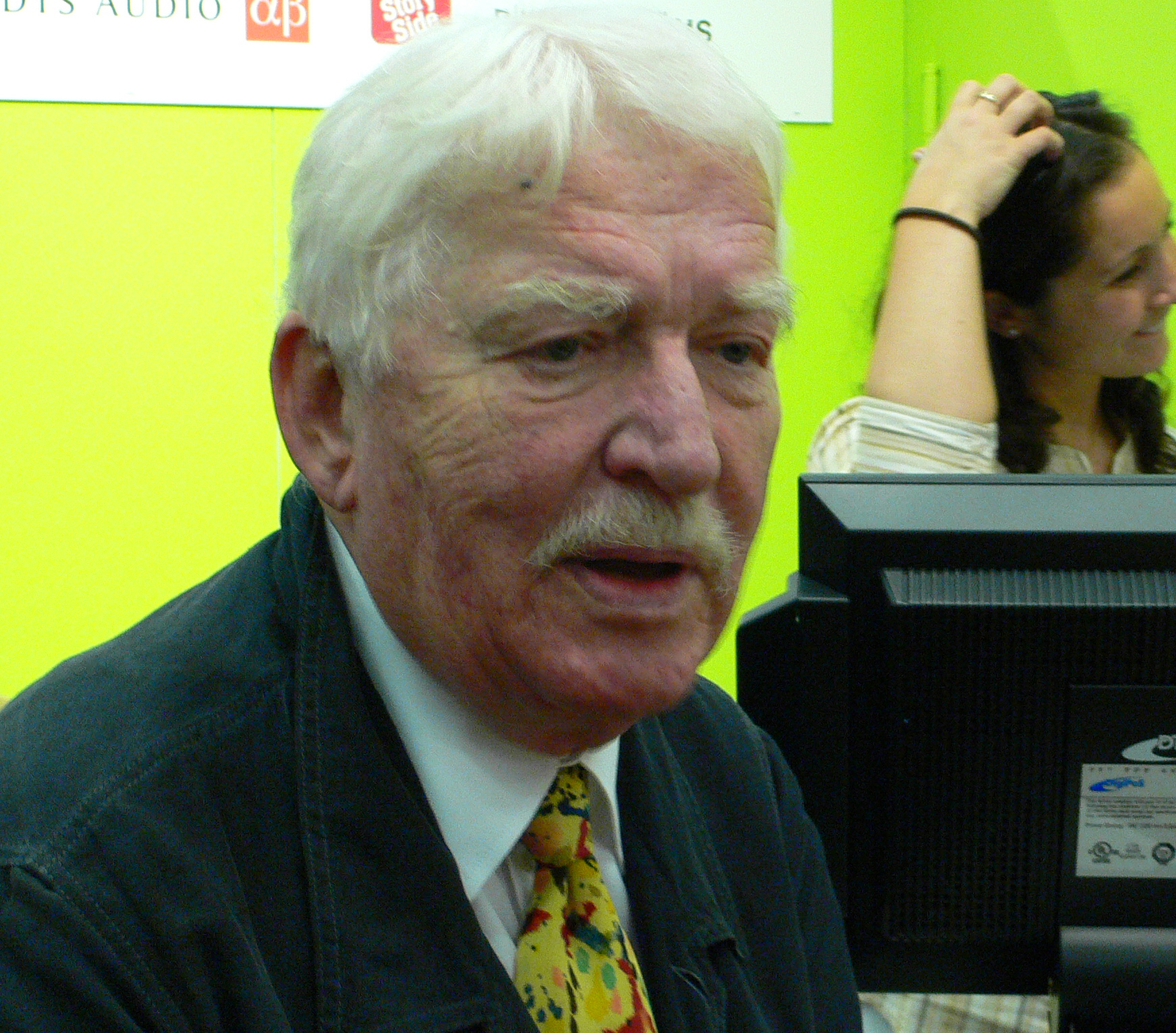
Hans Alfredson, 2007

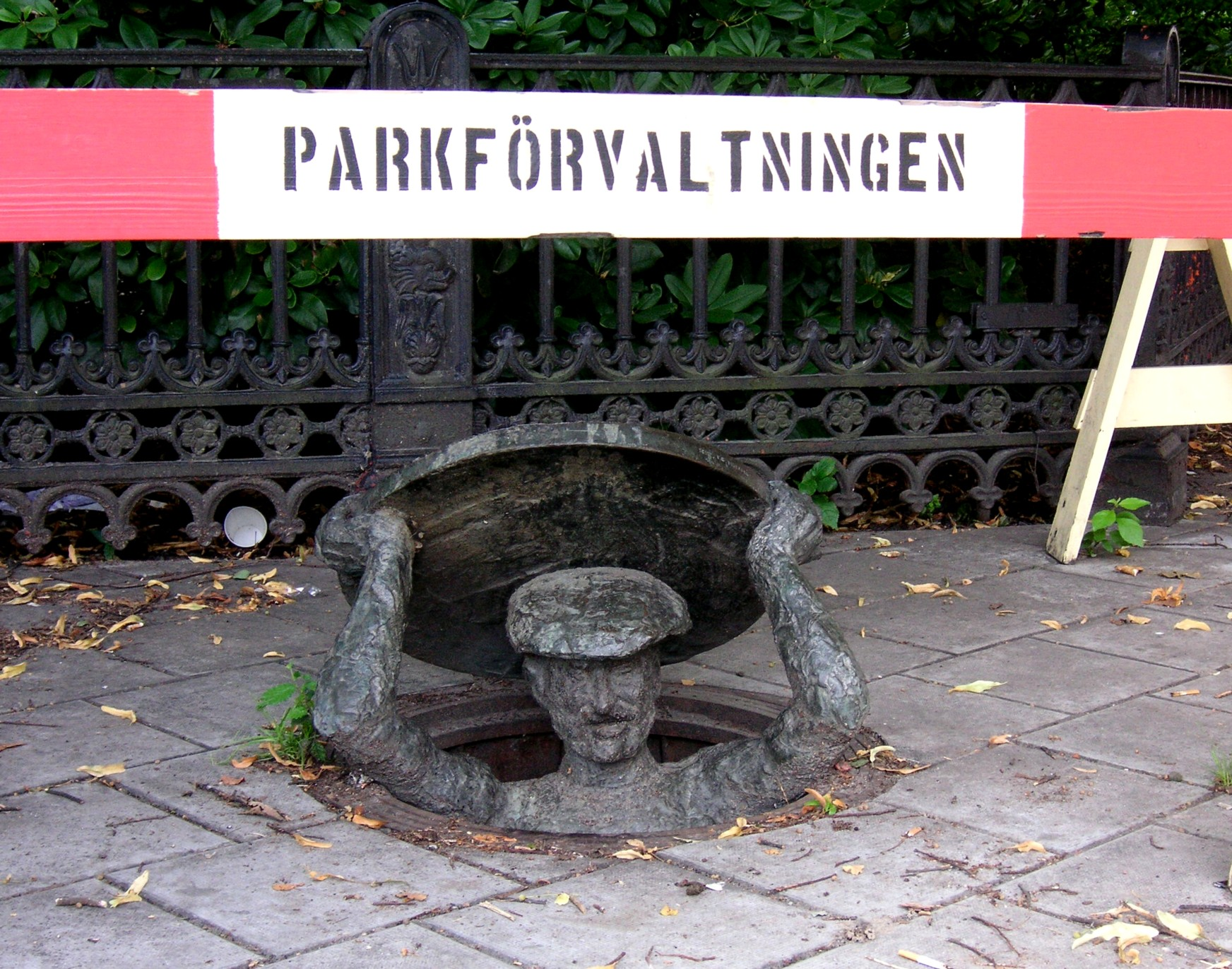
Humor von K. G. Bejemark 1967, Hans Alfredson als Straßenarbeiter in Nybroplan, Stockholm

## Leben
Hans Alfredson bildete zusammen mit Tage Danielsson das Komikerpaar „Hasseåtage“ und 1961 das überaus erfolgreiche Unterhaltungsunternehmen „Aktiengesellschaft Schwedische Wörter“. Die von ihnen gemeinsam produzierten Revuen, Filme und Platten machten ab den 1960er-Jahren bis zum Tod von Tage Danielsson einen wesentlichen Beitrag zur schwedischen Unterhaltungskultur und Theatergeschichte aus. Danach arbeitete Alfredson mit vielen anderen hervorragenden Künstlern zusammen.
Die Gründe für seine Erfolge als Komiker und Schöpfer von Unterhaltung liegen in seiner deutlichen moralischen Haltung und seinem Engagement für soziale Fragen. Alfredson arbeitete aktiv für Amnesty International. Er engagierte sich gegen Kernenergie, die Zerstörung der Umwelt, gegen Fremdenfeindlichkeit und Faschismus.
Eine seiner bekanntesten Rollen ist „Konrad“, der Hausierer und Erfinder von „Konrads Spezialkleber“, in der Fernsehserie Pippi Langstrumpf (1968) und dem darauf basierenden Kinderfilm Pippi außer Rand und Band (1970). Bekannt ist er auch als „Rusprick“ in dem Ferien auf Saltkrokan-Film Glückliche Heimkehr, in dem er zusammen mit Tage Danielsson, der die Rolle des „Knorrhane“ spielte, agierte.

## Persönliches
Seine beiden Söhne sind die schwedischen Regisseure Daniel Alfredson und Tomas Alfredson.
Am 10. September 2017 verstarb Hans Alfredson im Alter von 86 Jahren in Stockholm. 

## Filmografie (Auswahl)
- 1967: Stimulantia – Dygdens belöning
- 1967: Glückliche Heimkehr (Skrållan, Ruskprick och Knorrhane)
- 1968: Schande (Skammen)
- 1970: Pippi außer Rand und Band (På rymmen med Pippi Långstrump)
- 1971: Emigranten (Utvandrarna)
- 1972: Das neue Land (Nybyggarna)
- 1974: Ägget ar löst
- 1978: Die Abenteuer des Herrn Picasso (Picassos äventyr)
- 1987: Jim och piraterna Blom
- 1991: Die besten Absichten (Den goda viljan, Fernsehmehrteiler)
- 1999: Sofies Welt (Sofies verden)
- 2010: Vergebung (Luftslottet som sprängdes)